# Polypedina
Polypedina is een geslacht van uitgestorven zee-egels uit de familie Pedinidae.

## Soort
- Polypedina tounatensis Lambert, 1933 †